# Munizipalität Martwili
Die Munizipalität Martwili (georgisch მარტვილის მუნიციპალიტეტი, Martwilis munizipaliteti)  ist eine Verwaltungseinheit (etwa entsprechend einem Landkreis) in der Region Mingrelien und Oberswanetien im Westen Georgiens.

## Geographie
Verwaltungszentrum der Munizipalität Martwili ist die namensgebende Kleinstadt Martwili.
Im Westen bis Nordwesten wird die 880,6 km² große Munizipalität Martwili von der Munizipalität Tschchorozqu, im Südwesten von der Munizipalität Senaki und im Süden von der Munizipalität Abascha begrenzt, alle ebenfalls in der Region Mingrelien und Oberswanetien. Im Osten grenzt die Munizipalität an die Munizipalität Choni in der Region Imeretien und im Nordosten bis Norden an die Munizipalitäten Zageri und Lentechi in der Region Ratscha-Letschchumi und Niederswanetien.
Die südliche Hälfte der Munizipalität liegt im nordöstlichen Teil der Kolchischen Tiefebene, die in diesem Bereich von etwa 60 m über dem Meeresspiegel langsam in nördlicher Richtung ansteigt, sowie im angrenzenden Hügelland, das dort zumeist bis 400 m Höhe erreicht, stellenweise auch über 600 m. Faktisch alle Ortschaften liegen in diesem Teil des Gebietes; nördlich davon steigt das Gelände zunächst steil auf über 1000 m über dem Meeresspiegel an, dann weiter bis in die Kammlagen des Egrissi-Gebirges, das im Bereich der Munizipalität im äußersten Nordwesten mit dem Techurischdudi eine Höhe von 3002 m erreicht, sowie im Nordosten zum Aschi-Plateau mit dem 2520 m hohen Godirakili.
Durch die Munizipalität fließen die in den Bergen im Norden entspringenden rechten Rioni-Nebenflüsse Techuri (mit seinem Zufluss Abascha) und Noghela, sowie entlang der östlichen Grenze der Zcheniszqali.

## Bevölkerung und Verwaltungsgliederung
Die Munizipalität hat 31.500 Einwohner (Stand: 2021). Die Einwohnerzahl war mit 33.463 Einwohnern (2014) gegenüber der vorangegangenen Volkszählung (44.627 Einwohner 2002) um etwa ein Viertel gesunken, erheblich über dem Landesdurchschnitt. Zuvor war die Bevölkerung seit mindestens den 1930er-Jahren insgesamt nur leicht gesunken, bei einem zwischenzeitlichen leichten Anstieg in den 1960er-Jahren.
Bevölkerungsentwicklung
Anmerkung: Volkszählungsdaten

Die Bevölkerung ist fast monoethnisch georgisch beziehungsweise mingrelisch (etwa 99,8 %); daneben gibt es eine kleine Zahl von überwiegend Russen (Stand 2014).
Die größten Ortschaften neben der Stadt Martwili (4425 Einwohner) sind mit jeweils über 1000 Einwohnern die Dörfer Bandsa, Didi Tschqoni, Nadschachawo und Salchino (2014).
Die Munizipalität gliedert sich in den eigenständigen Hauptort Martwili sowie 20 Gemeinden (georgisch temi, თემი beziehungsweise bei nur einer Ortschaft einfach „Dorf“, georgisch sopeli, სოფელი) mit insgesamt 74 Ortschaften:
| Gemeinde      | Anzahl Ortschaften | Einwohner (2014) |
| ------------- | ------------------ | ---------------- |
| Abedati       | 4                  | 1930             |
| Bandsa        | 4                  | 1649             |
| Chunzi        | 3                  | 1256             |
| Didi Tschqoni | 5                  | 3170             |
| Doschaqe      | 3                  | 343              |
| Gatschedili   | 6                  | 1665             |
| Gurdsemi      | 3                  | 975              |
| Intschchuri   | 3                  | 1140             |
| Kizia         | 4                  | 1065             |
| Kursu         | 6                  | 1462             |
| Lechaindrawo  | 3                  | 1490             |
| Nachunawo     | 3                  | 822              |
| Nadschachawo  | 2                  | 1310             |
| Nagwasawo     | 3                  | 1626             |
| Onoghia       | 1                  | 778              |
| Salchino      | 7                  | 2686             |
| Sergieti      | 2                  | 1051             |
| Taleri        | 4                  | 1312             |
| Tamakoni      | 3                  | 1496             |
| Wedidkari     | 5                  | 1812             |

## Geschichte
Das Gebiet gehörte nach dem Zerfall des Königreiches Georgien vom 16. Jahrhundert bis in das 19. Jahrhundert durchgehend zum Fürstentum Mingrelien. Während der Zugehörigkeit Georgiens zum Russischen Reich und bis in die Anfangsjahre der Sowjetunion war es überwiegend Teil des Ujesds Senaki des Gouvernements Kutais; nur ein kleiner Teil im Südosten gehörte zum Ujesd Kutais.
1930 wurde der eigenständige Rajon Martwili ausgegliedert. 1936 erhielt der Hauptort nach dem in der Nähe geborenen Revolutionär Aleksi (Sascha) Gegetschkori (1887–1928) den Namen Gegetschkori, und die Bezeichnung des Rajons wurde dementsprechend angepasst (russisch Гегечкорский район, Gegetschkorski rajon; georgisch გეგეჭკორის რაიონი, Gegetschkoris raioni). 1990 wurden die früheren Bezeichnungen wiederhergestellt. Nach der Unabhängigkeit Georgiens wurde der Rajon 1995 der neu gebildeten Region Mingrelien und Oberswanetien zugeordnet und 2006 in eine Munizipalität umgebildet.

## Verkehr
Von dem an der internationalen Fernstraße S1 (ს1) von Tiflis zur russischen beziehungsweise abchasischen Grenze (auf diesem Abschnitt zugleich Europastraße 60) gelegenen südlich benachbarten Munizipalitätssitz Abascha nach Martwili führt die Nationalstraße Sch4 (შ4). Im südlichen Teil der Munizipalität wird diese im Dorf Bandsa von der West-Ost-Verbindung Sch5 (შ5) Senaki–Choni gekreuzt. Direktverbindung zwischen Martwili und Choni besteht über die Sch53 (შ53). Von Martwili in den westlichen Zentralteil der Munizipalität und weiter in den westlich benachbarten Munizipalitätssitz Tschchorozqu verläuft die Sch85 (შ85); in Salchino zweigt von dieser die Sch86 (შ86) ab, die rechts des Techuri flussabwärts in Richtung Senaki führt.
Die nächstgelegene Bahnstation befindet sich in Abascha an der Strecke Poti – Tiflis (– Baku).